# Egregore
Egregore eller egregor, från det grekiska ordet ἑγρήγορος (”väktare”), är ett ockult begrepp som syftar på en konstgjord varelse, skapad med tankekraft för att tjäna sin mästare.
Inom kabbalan är motsvarigheten golem och inom egyptisk magi shabti.

## Historik
Den första författare som använde begreppet "egregore" i modernt språkbruk verkar ha varit den franske diktaren Victor Hugo. Det skedde i diktsamlingen La Légende des siècles (ungefär "Legenden om tidevarven") 1859. Där använder han ordet "égrégore" först som adjektiv och sedan som substantiv, medan betydelsen förblir oklar. Författaren verkar ha behövt ett rimord som slutade med ljudet "or". Inte det enda exemplet på nyskapade ord hos Hugo. Ordet verkar ha varit en direktöversättning av det grekiska ordet för väktare eller ängel i den apokryfiska Henoks bok.
Den franske ockultisten Eliphas Levi beskriver “egregors” i sitt verk Le Grand Arcane, ou l'Occultisme Dévoilé (engelsk titel The Great Secret, or Occultism Unveiled) 1868. Här är de fäder till nefilim och beskrivs som ”förskräckliga varelser” som ”krossar oss utan misskund, för de är omedvetna om vår existens.
Idén med egregoren som grupptanke utvecklades inom de esoteriska sällskapen Rosenkreutzarna, Golden Dawn och Fraternitas Saturni.